# Чанлэ (Фучжоу)
Чанлэ́ (кит. упр. 长乐, пиньинь Chánglè) — район городского подчинения городского округа Фучжоу провинции Фуцзянь (КНР).

## История
Во времена империи Тан в 623 году из уезда Миньхоу был выделен уезд Синьнин (新宁县), который в том же году был переименован в Чанлэ (长乐县). В 808 году он был присоединён к уезду Футан, но уже в 810 году был воссоздан.
В эпоху Пяти династий и десяти царств, когда эти земли находились в составе государства Поздняя Лян, уезд был в 911 году переименован в Аньчан (安昌县). Когда эти земли оказались в составе Поздней Тан, уезду было в 923 году возвращено название Чанлэ. В 933 году он был переименован в Хоугуань (侯官县), но в следующем году ему опять было возвращено название Чанлэ.
На завершающем этапе гражданской войны войска коммунистов заняли эти места в августе 1949 года, однако архипелаг Байцюань так и остался под контролем гоминьдановцев (в административном плане он является волостью Цзюйгуан (莒光鄉) уезда Ляньцзян провинции Фуцзянь Китайской Республики).
После образования КНР в 1949 году был создан Специальный район Миньхоу (闽侯专区), и уезд вошёл в его состав. В 1956 году Специальный район Миньхоу был упразднён, и уезд перешёл в состав Специального района Фуань (福安专区). В 1959 году Специальный район Миньхоу был воссоздан, и уезд вернулся в его состав. В 1970 году власти Специального района Миньхоу переехали из уезда Миньхоу в уезд Путянь, и после этого Специальный район Миньхоу был переименован в Округ Путянь (莆田地区).
Постановлением Госсовета КНР от 18 апреля 1983 года округ Путянь был расформирован, и уезд перешёл под юрисдикцию властей Фучжоу.
Постановлением Госсовета КНР от 18 февраля 1994 года уезд Чанлэ был преобразован в городской уезд.
Постановлением Госсовета КНР от августа 2017 года городской уезд Чанлэ был преобразован в район городского подчинения.

## Административное деление
Район делится на 4 уличных комитета, 12 посёлков и 2 волости.